# Actinodaphne lecomtei
Actinodaphne lecomtei är en lagerväxtart som beskrevs av C.K. Allen. Actinodaphne lecomtei ingår i släktet Actinodaphne och familjen lagerväxter. Inga underarter finns listade i Catalogue of Life.